# Get Down, Make Love
Get Down, Make Love is een nummer van de Britse rockband Queen. Het komt van het album News of the World, waarop het als 7de staat. Het nummer van ongeveer 4 minuten lang is een halve minuut langer gemaakt op de livealbums Queen Rock Montreal, Live at the Bowl en Live Killers.
In 1990 coverde Nine Inch Nails het nummer als B-side van hun single Sin. In 2010 werd het uitgebracht op de geremasterde versie van het album Pretty Hate Machine. Sinds de promotionele tour voor dit album gebruikt de band het nummer vaker tijdens live optredens.